# لجنة ولاية كاليفورنيا لألعاب القوى
لجنة ولاية كاليفورنيا لألعاب القوى (بالإنجليزية: California State Athletic Commission)‏ ينظم الملاكمة للهواة والمحترفين، والكيك بوكسينغ للهواة والمحترفين وفنون القتال المختلطة في جميع أنحاء الولاية من خلال ترخيص جميع المشاركين والإشراف على الأحداث.